# Trevor Koehler
Trevor Koehler  (* 9. Juli 1936; † 1. Februar 1975 in New York City) war ein amerikanischer Jazzmusiker (Sopran, Alt-, Tenor-, Baritonsaxophon, Flöte).

## Leben
Koehler wurde zunächst als Mitglied von The Insect Trust bekannt. Er spielte auch mit Big Mama Thornton, Pharoah Sanders und Sonny Simmons, bevor er 1971 Mitglied des Orchesters von Gil Evans wurde, für das er gelegentlich auch schrieb und arrangierte (Amadama). Mit Robert Mason gründete er 1972 das Rockjazz-Quintett Stardust. Er nahm weiter mit  Cornell Dupree (Teasin), Lou Reed (Sally Can’t Dance) und Octopus auf. 1971 wurde er im Jazz and Pop Critics Poll als bester Baritonsaxophonist ausgezeichnet.
Koehler wählte 1975 den Freitod. An ihn erinnert das Stück Running Wild with Trevor Koehler, das Allan Houser mit seinem Sextett einspielte.

## Diskographische Hinweise
- The Insect Trust: Insect Trust (1968)
- Bukka White's Memphis Hot Shots 1968 (1968)
- The Insect Trust: Hoboken Saturday Night (1970)
- Gil Evans Blues in Orbit (1971)
- Gil Evans Svengali (1973)
- Gil Evans The Gil Evans Orchestra Plays the Music of Jimi Hendrix (1974)